# Gniewino (przystanek kolejowy)
Gniewino – nieczynny przystanek kolejowy w Gniewinie na linii kolejowej nr 230 Wejherowo – Garczegorze, w województwie pomorskim.